# Station Egton
Egton is een spoorwegstation van National Rail in Egton Bridge, Scarborough in Engeland. Het station is eigendom van Network Rail en wordt beheerd door Northern Rail. 